# Kapatagan (Lanao du Nord)
Pour les articles homonymes, voir Kapatagan.
Kapatagan est une localité de la province de Lanao du Nord, aux Philippines. En 2015, elle compte 62 853 habitants.